# Ramon Andersson
Ramon Dean Andersson (Middle Swan, 20 de marzo de 1963) es un deportista australiano que compitió en piragüismo en las modalidades de aguas tranquilas y maratón.
En 2000 fue condecorado con la Medalla Deportiva Australiana.

## Palmarés internacional

### Piragüismo en aguas tranquilas
Participó en dos Juegos Olímpicos de Verano en los años 1992 y 1996, obteniendo una medalla de bronce en la edición de Barcelona 1992 en la prueba de K4 1000 m. Ganó una medalla de plata en el Campeonato Mundial de Piragüismo de 1991.
| Juegos Olímpicos   | Juegos Olímpicos   | Juegos Olímpicos  | Juegos Olímpicos |
| Año                | Lugar              | Medalla           | Evento           |
| ------------------ | ------------------ | ----------------- | ---------------- |
| 1992               | Barcelona (España) | Medalla de bronce | K4 1000 m        |
| Campeonato Mundial |                    |                   |                  |
| Año                | Lugar              | Medalla           | Evento           |
| 1991               | París (Francia)    | Medalla de plata  | K4 10 000 m      |

### Piragüismo en maratón
En la modalidad de maratón, obtuvo una medalla de oro en el Campeonato Mundial de Piragüismo en Maratón de 1992.
| Campeonato Mundial | Campeonato Mundial   | Campeonato Mundial | Campeonato Mundial |
| Año                | Lugar                | Medalla            | Evento             |
| ------------------ | -------------------- | ------------------ | ------------------ |
| 1992               | Brisbane (Australia) | Medalla de oro     | K2                 |